# Harrisson Ice Rises
Die Harrisson Ice Rises sind Eiskuppeln vor der Küste des ostantarktischen Königin-Marie-Lands. Im Shackleton-Schelfeis ragen sie 19 km westsüdwestlich von Henderson Island auf.
Die Ostgruppe der Australasiatischen Antarktisexpedition (1911–1914) unter der Leitung des australischen Polarforscher Douglas Mawson entdeckte sie. Mawson benannte sie nach seinem Biologen Charles Turnbull Harrison (1866–1914).